# Курбатов, Михаил Тихонович
Михаил Тихонович Курбатов (1924—1944) — советский военнослужащий. Участник Великой Отечественной войны. Герой Советского Союза (1945, посмертно). Младший сержант.

## Биография
Михаил Тихонович Курбатов родился 15 января 1924 года в посёлке Магдагачи Свободненского уезда Амурской губернии РСФСР (ныне посёлок городского типа Магдагачинского района Амурской области Российской Федерации) в крестьянской семье Тихона Андреевича и Василисы Осиповны Курбатовых. Русский. Окончил семилетнюю школу.
В ряды Рабоче-крестьянской Красной Армии М. Т. Курбатов был призван 9 января 1942 года Тыгдинским районным военкоматом Читинской области. Окончил курсы младших командиров. В боях с немецко-фашистскими войсками младший сержант М. Т. Курбатов участвовал с апреля 1942 года в должности командира отделения 878-го стрелкового полка 290-й стрелковой дивизии 49-й армии Западного фронта. В первом бою в ходе Ржевско-Вяземской операции 6 апреля 1942 года он был ранен. После выздоровления участвовал в оборонительных боях под городом Юхновом, в Ржевско-Вяземской наступательной и Спас-Деменской операциях. 9 августа 1943 года в бою под Спас-Деменском Михаил Тихонович был ранен вторично. Из госпиталя он вернулся уже на 2-й Белорусский фронт, в составе которого 878-й стрелковый полк 290-й стрелковой дивизии занимал оборону на реке Проня севернее города Чаусы. Особо отличился во время операции «Багратион».
23 июня 1944 года началась Могилёвская операция. При прорыве обороны противника из строя выбыл командир взвода, и младший сержант М. Т. Курбатов принял командование взводом на себя. Под его руководством взвод успешно выполнил поставленную боевую задачу. При освобождении деревни Будино М. Т. Курбатов захватил вражескую пушку и, развернув её в сторону противника, уничтожил 18 огневых точек и 3 ДЗОТа. Затем, обнаружив на высоте 188,7 неприятельский наблюдательный пункт, младший сержант Курбатов уничтожил 1 солдата и 1 офицера и захватил важные штабные документы. 28 июня 1944 года в бою за город Могилёв Михаил Тихонович гранатами уничтожил вражеский ДЗОТ, препятствовавший наступлению полка.
За отличие в ходе Могилёвской операции М. Т. Курбатов был представлен к званию Героя Советского Союза. 18 июля 1944 года в бою за плацдарм на западном берегу Немана у города Гродно младший сержант Курбатов погиб. Первоначально был похоронен на месте боя на западном берегу реки в 250 метрах от железнодорожного моста. Позднее его останки были перезахоронены в Гродно в братской могиле советских воинов по улице Победы. Указ Президиума Верховного Совета о присвоении Михаилу Тихоновичу Курбатову звания Героя Советского Союза был подписан 24 марта 1945 года.

## Награды
- Медаль «Золотая Звезда» (24.03.1945);
- орден Ленина (24.03.1945);
- медаль «За отвагу» (июнь 1944).

## Память
- Памятник Герою Советского Союза М. Т. Курбатову установлен в пгт Магдагачи Амурской области Российской Федерации.
- Бюст Героя Советского Союза М. Т. Курбатова установлен на месте его гибели в городе Гродно Республики Беларусь на территории предприятия ОАО «Белкард».
- Именем Героя Советского Союза М. Т. Курбатова названы улицы в городе Гродно Республики Беларусь и пгт Магдагачи Российской Федерации.
- Имя Героя Советского Союза М. Т. Курбатова носит МОУ «Магдагачинская средняя общеобразовательная школа № 2» в пгт Магдагачи Российской Федерации.

## Документы
- Общедоступный электронный банк документов «Подвиг Народа в Великой Отечественной войне 1941—1945 гг.» Дата обращения: 6 апреля 2012. Архивировано из оригинала 13 марта 2012 года.

Герой Советского Союза. Дата обращения: 28 мая 2013. Архивировано 28 мая 2013 года.
- Обобщённый банк данных «Мемориал». Дата обращения: 6 апреля 2012. Архивировано из оригинала 10 мая 2012 года.

ЦАМО, ф. 58, оп. 18002, д. 1206.
ЦАМО, ф. 58, оп. 977534, д. 1.
Информация из списка захоронения З375-53., Учётная карточка захоронения З375-53.
Схема захоронения З375-53.